# Исихара, Тацуёси
Тацуёси Исихара (родился 24 марта 1964 года в Саге) — японский конькобежец, специализирующийся в шорт-треке. Участвовал в Олимпийских играх в Калгари, где шорт-трек был показательным видом спорта, в Олимпийских играх 1992 года, и 1994 года, многократный чемпион мира в шорт-треке, из них в абсолютном зачёте 1986 года во Франции.

## Биография
Тацуёси Исихара на своём первом чемпионате мира в Милане выступал в 16 лет, что не помешало ему вместе с командой занять 3 место в эстафете. В следующем году он повторил свой результат в Медоне. В 1983 году чемпионат мира проходил у него на родине в Японии, в Токио. В личном зачёте Исихара вышел в финальную восьмёрку и в финале на 3000 метров победил, но общего количества очков не хватило для попадания на подиум и он остался на 4-м месте, а в эстафете вновь была бронза. 
В 1984 году на чемпионате мира в Питерборо Тацуёси в абсолютном зачёте был вторым и проиграл совсем немного канадцу Ги Деньо, но на отдельной дистанции 1000 метров выиграл своё первое золото. Серебряным в общем зачёте он стал и в Амстердаме 1985 году. В команде взяли золото эстафеты и на 1500 метров был первым. Триумф пришёлся на мировом первенстве в Шамони, на котором он выиграл 3 золотых медали, одна из которых была в абсолютном зачёте. 
В 1988 году шорт-трек появился на Олимпийских играх в Калгари, как демонстрационный вид спорта. Исихара занял 3-е место на 500 метров.. В Амстердаме на мировом первенстве 1990 года был первым на 1500 метров, а в 1992 году взял золото в эстафете. В 1992 году на следующей Олимпиаде в Альбервилле он вместе с командой выиграли бронзу в эстафете. После ухода из спорта Исихара работал в компании «Сейно Транспортейшн», а потом в американской страховой компании, финансируемой из-за рубежа. В последнее время работал в компании Manulife Life.